# Flint (eiland)
Flint (Engels: Flint Island) is een onbewoonde atol in het midden van de Grote Oceaan. Het eiland maakt deel uit van de Line-eilanden en behoort toe aan de Republiek Kiribati. 
Flint werd voor het eerst gezien in 1801 en in de tweede helft van de 19e eeuw door de Verenigde Staten opgeëist op basis van de Guano Islands Act, een Amerikaanse wet die het mogelijk maakte eilanden op te eisen ten behoeve van de winning van guano. De Britten maakten echter ook aanspraak op het eiland en zij wonnen er van 1875 tot 1880 guano. Daarna werden er kokospalmen geplant en werd het eiland een kokosplantage, waardoor het eiland vandaag de dag volop begroeid is met kokospalmen. De Amerikaanse aanspraak op Flint bleef bestaan, totdat de VS en Kiribati het Verdrag van Tarawa ondertekenden, waarbij de VS afzagen van hun aanspraak op Flint en diverse andere eilanden.